# 越南测量、地图与地理信息局
越南测量、地图与地理信息局是越南自然资源与环境部下属的一个国家局。成立于1959年12月14日。局机关驻地河内市北慈廉郡唐翠沉街（Dang Thuy Tram street）2号。